# Clermont (Québec)
Clermont è un comune del Canada, situato nella provincia del Québec, nella regione di Capitale-Nationale.